# 나미비아의 역사
나미비아의 역사는 19세기 후반부터 1990년 3월 21일 나미비아가 독립할 때까지 여러 단계를 거쳤다.
1884년부터 나미비아는 독일령 남서아프리카 식민지였다. 제1차 세계 대전 이후, 국제 연맹은 남아프리카 공화국에 영토를 관리하는 권한을 부여했다. 제2차 세계 대전 이후 국제 연맹은 1946년 4월 해체되었고, 그 후임자인 유엔은 신탁통치 제도를 도입하여 이전의 국제 연맹 위임통치를 개혁하고 신탁통치 지역의 궁극적인 목표로서 다수결의 원칙과 독립을 명확히 확립하였다. 남아프리카 공화국은 이 지역 주민의 대다수가 남서아프리카에 만족하고 있다고 주장하며 반대했다.
1966년 10월, 유엔 총회는 남아프리카 공화국이 더 이상 영토를 관리할 권리가 없으며, 그 이후 남서아프리카는 유엔의 직접적인 책임 하에 놓이게 될 것이라고 선언할 때까지 20년 동안 법적 논쟁이 계속되었다(1966년 10월 27일 결의안 2145 XXI).

## 식민지 이전 역사
기원전 25000년경, 최초의 인류는 나미비아 남부의 훈스산에 살았다. 그 당시부터 존재했던 채색된 석판은 이러한 정착지가 존재했다는 것을 증명할 뿐만 아니라, 세계에서 가장 오래된 예술 작품 중 하나이다. 오타비산에서 1300만 년 된 것으로 추정되는 호미노이드의 턱 조각이 발견되었다. 석기 시대의 무기와 도구의 발견은 오래 전에 초기 인류가 이미 그 지역의 야생 동물들을 사냥했다는 추가적인 증거이다.
브랜드버그산은 수많은 암각화가 있는데, 대부분은 기원전 2000년경부터 시작되었다. 어느 민족이 그들을 만들었는지에 대한 믿을만한 지표는 없다. 다마라족과 함께 나미비아에서 가장 오래된 민족인 산족(부시맨)이 이 그림들의 창시자인지 의심스럽다.
나마인은 기원전 1세기 동안 남아프리카와 나미비아 남부에만 정착했다. 산족과 다마라족과는 달리, 그들은 그들이 직접 사육한 가축으로 살았다.

### 오밤보인 및 카방고인
오밤보인과 더 작고 가까운 카방고인은 북부 나미비아, 남부 앙골라, 서부 잠비아에 살았다. 정착민이었던 그들은 농업, 소, 어업에 기반을 둔 경제를 가졌지만, 그들은 또한 금속 제품을 생산했다. 두 그룹 모두 반투족에 속해 있었다. 그들은 그들의 농경 생활 방식에 맞지 않는 조건 때문에 남쪽으로 모험을 하는 일은 거의 없었지만, 그들은 칼과 농기구들을 광범위하게 거래했다.

### 헤레로인

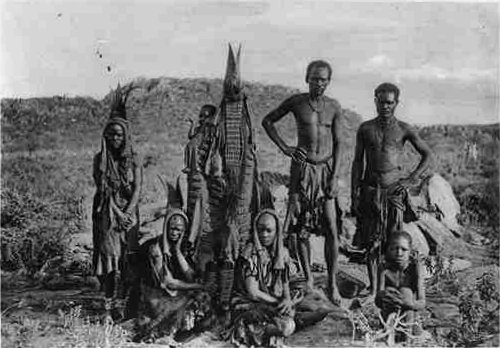
1910년경 헤레로인

17세기에는 나미비아로 이주하여 소를 기르고 있는 유목민인 헤레로인이 정착하였다. 그들은 동아프리카 호수에서 왔고 북서쪽에서 나미비아로 들어갔다. 처음에는 카오콜란드에 거주했지만 19세기 중반에는 일부 부족들이 남쪽으로 더 멀리 다마랄란드로 이주했다. 많은 부족들이 카오콜란드에 남아 있었다. 이들은 오늘날에도 여전히 그곳에 살고 있는 힘바족들이다. 독일이 남서아프리카를 점령하는 동안 인구의 약 3분의 1은 광범위한 분노를 계속 불러일으키는 집단학살로 전멸했다. 사과가 더 최근에 요구되었다.

### 오를람인
19세기에는 백인 농민들이 북쪽으로 이주하여, 격렬한 저항을 하던 원주민인 코이산족을 오렌지강으로 밀어냈다. 오를람인으로 알려진 이 코이산족은 보어인 관습을 받아들였고 아프리칸스어와 비슷한 언어를 구사했다. 총으로 무장한 오를람인은 점점 더 많은 사람들이 나마퀼란드에 정착하면서 불안을 야기했고, 결국 그들과 나마인 사이에 분쟁이 일어났다. 존커 아프리카너의 지휘 아래, 오를람인들은 최고의 방목지를 장악하기 위해 그들의 뛰어난 무기를 사용했다. 1830년대에 존커 아프리카너는 나미비아의 중앙 초원을 헤레로강으로부터 보호하기로 나미비아의 추장 오아세브와 협정을 맺었다. 그 대가로 존커 아프리카너는 나마인으로부터 조공을 받았고, 오늘날 헤레로 영토의 경계에 있는 빈트후크에 정착했다. 아프리카너들은 곧 다마랄란드로 들어온 헤레로인과 충돌하였고, 헤레로인은 나마퀼란드에서 북쪽으로 확장하기 시작했다. 헤레로인과 아프리카너는 모두 다마랄란드의 초원을 그들의 소떼로 사용하기를 원했다. 이로 인해 헤레로인과 오를람인, 그리고 이 지역의 원래 거주자였던 다마라인 사이의 전쟁이 일어났다. 다마라인은 전투로 인해 실향민이 되었고 많은 사람들이 목숨을 잃었다.
그들의 말과 총으로, 아프리카너들은 군사적으로 우월하다는 것을 증명했고, 헤레로인이 그들에게 조공으로 소를 주도록 강요했다.

## 독일령 남서아프리카

독일령 남서아프리카의 국기

뤼데리츠와 대서양 연안의 광대한 지역을 독일의 보호령으로 선포한 직후, 독일군은 원주민 부족들, 특히 나마인과의 분쟁이 격화되면서 배치되었다. 부족장 헨드릭 비트부이의 지휘 아래, 나마쿠아는 독일 점령에 격렬한 저항을 했다. 현대 언론은 이 분쟁을 "호텐토트 봉기"라고 불렀다.

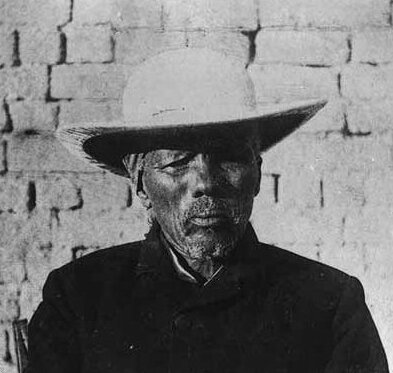
나마인 추장 헨드릭 비트부이

그러나 나마인의 저항은 실패로 끝났고, 1894년 비트부이는 독일군과 "보호조약"을 맺어야 했다. 이 조약으로 나마인은 무기를 유지할 수 있었고, 비트부이는 호텐토트 봉기를 계속하지 않겠다는 명예를 걸고 풀려났다.
1894년 소령 테오도르 로이트바인은 독일령 남서아프리카의 총독으로 임명되었다. 그는 "유혈 없는 식민주의"라는 원칙을 적용하려고 노력했지만 큰 성과를 거두지 못했다. 보호 조약은 상황을 안정시키는 효과가 있었지만, 반란은 계속되었고, 독일 정예 연대 슈츠트루페에 의해 진압되었지만, 식민주의자들과 원주민들 사이에 진정한 평화는 이루어지지 않았다. 북쪽과 나머지 영토를 분리한 적선이라는 수의학적 병충해 배제 울타리가 도입되면서 남쪽은 더욱 직접적인 식민통치를, 북쪽은 간접적으로 통제하게 되었고, 예를 들어, 북부 오밤보인들 사이에 더 중앙에 위치한 헤레로인들과 비교하여 다른 정치적, 경제적 결과를 초래한다.
나미비아는 당시 백인 정착에 적합한 유일한 독일 식민지였기 때문에 독일 정착민들의 유입을 끌어들였다. 1903년에는 3,700명의 독일인이 이 지역에 살고 있었고, 1910년에는 13,000명으로 늘어났다. 독일인들이 정착한 또 다른 이유는 1908년 다이아몬드의 발견이었다. 다이아몬드 생산은 나미비아 경제의 매우 중요한 부분이다.
정착민들은 원주민들로부터 토지를 수용하도록 정부에 의해 장려되었고, 노예제와 구별하기 어려운 강제 노동이 사용되었다. 그 결과, 독일 정착민들과 원주민들 사이의 관계는 악화되었다.

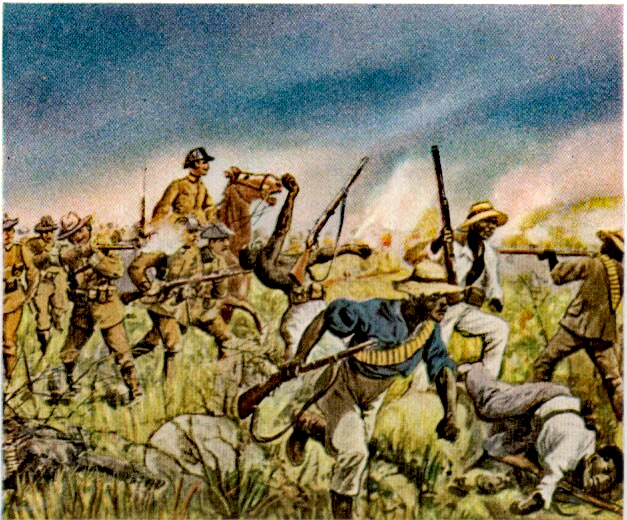
독일군은 리하르트 뇌텔의 그림에서 헤레로인과 전투를 벌이고 있다.

### 헤레로 및 나마 전쟁
1904년 헤레로인이 시골의 외딴 농장을 공격하여 약 150명의 독일인이 사망하면서 지역 반란은 헤레로 전쟁과 나마 전쟁으로 확대되었다.
반란의 발발은 테오도르 로이트바인의 부드러운 전술의 결과로 여겨졌고, 그는 더 악명 높은 로타르 폰 트로타 장군으로 대체되었다.
전쟁 초기에는 새뮤얼 마하레로 추장의 지휘 아래 헤레로인이 우세했다. 지형에 대한 지식이 풍부했기 때문에, 그들은 슈츠트루페 (처음에는 766명에 불과함)로부터 자신들을 방어하는데 별 문제가 없었다. 곧 나마인은 다시 헨드릭 비트부이의 지도 아래 전쟁에 합류했다.

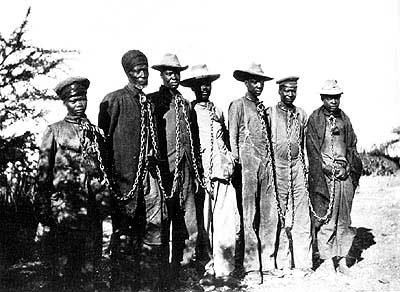
헤레로인은 1904년 반란 때 사슬을 묶었다.

이 상황에 대처하기 위해 독일은 14,000명의 추가 병력을 보내 1904년 워터버그 전투에서 반란을 진압했다. 이에 앞서 폰 트로타는 헤레로인에게 최후통첩을 보내 시민권을 박탈하고, 헤레로인을 떠나거나 죽이라고 명령했다. 헤레로인은 탈출하기 위해 칼라하리 사막의 서쪽 지역인 물이 없는 오마헤케주로 퇴각했다. 독일군은 모든 수원을 감시하고 성인 남성 헤레로인을 총살하라는 명령을 받았다. 그들 중 몇 명만이 이웃한 영국 영토로 탈출할 수 있었다. 헤레로인과 나마인 집단학살로 알려진 이 비극적인 사건들은 24,000명에서 65,000명 사이의 헤레로인(헤레로 인구의 50%)와 10,000명의 나마인(나마 인구의 50%)의 죽음을 초래했다. 대량 학살은 나미브 사막에서 독일군에 의해 독살된 우물물의 소비와 기아로 인한 광범위한 사망으로 특징지어졌다.
로타르 폰 트로타의 후손들은 2007년 10월 7일 헤레로 왕가의 6명의 추장들에게 그들의 조상들의 행동에 대해 사과했다.

## 남아프리카 공화국의 통치

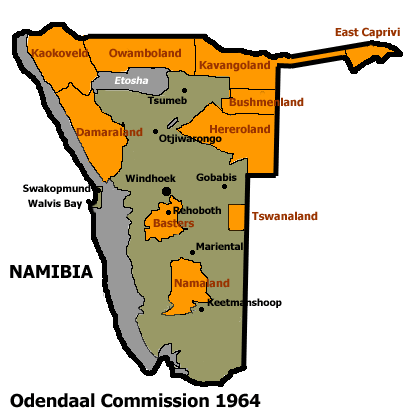
나미비아를 반투스탄으로 분할하기 위한 오덴달 계획

1915년, 제1차 세계 대전 동안, 남아프리카 공화국은 군사 작전을 개시하여 남서아프리카의 독일 식민지를 점령했다.
1917년 2월, 오밤보란드의 콴야마 왕조의 마지막 왕인 만두메 야 은데무파요는 그의 국민에 대한 남아프리카 공화국의 주권에 저항했다는 이유로 남아프리카 군대의 합동 공격으로 사망했다.
1920년 12월 17일, 남아프리카 공화국은 국제 연맹 규약 제22조 및 C급 위임통치 협약에 따라 서남아프리카를 통치하였다. C급 명령은 가장 개발이 덜 된 영토에 사용되어야 하는 행정권과 입법권을 남아프리카 연방에 주었지만, 남아프리카 공화국은 국민들의 물질적, 도덕적 안녕과 사회적 진보를 촉진할 것을 요구했다.
1946년 유엔이 연맹을 승계한 이후, 남아프리카 공화국은 유엔 신탁통치 협정으로 대체되는 이전의 권한을 포기하기를 거부했고, 이는 남아프리카 공화국의 행정에 대한 국제적 감시의 필요성을 제기하였다. 남아프리카 공화국 정부는 남서아프리카를 자신들의 영토로 편입하기를 원했지만, 백인 소수민족이 백인인 남아프리카 공화국 의회에 대표권을 가지고 있다. 1959년, 빈트후크의 식민지 군대는 마을의 백인 지역으로부터 더 멀리 떨어진 흑인 거주자들을 제거하려고 했다. 주민들은 항의했고, 이후 11명의 시위대가 살해되면서 나미비아 민족주의자들이 생겨났고, 남아프리카 공화국의 통치에 반대하는 흑인 연합이 형성되었다.
1960년대 유럽 열강들이 아프리카의 식민지와 신탁 통치 지역에 독립을 허가하면서 남아프리카 공화국은 당시 서남아프리카였던 나미비아에서 독립을 하도록 압력을 받았다. 1966년 국제사법재판소가 에티오피아와 라이베리아가 남아프리카 공화국의 존속에 대해 제기한 제소에 대해 기각되자, 유엔 총회는 남아프리카 공화국의 권한을 취소했다. 나미비아 합병을 합법화하라는 국제적 압력 아래, 남아프리카 공화국은 1962년에 '남서아프리카 문제 조사 위원회'를 설립했는데, 더 잘 알려진 오덴달 위원회는 위원회를 이끌었던 프란스 헨드릭 오덴달의 이름을 따서 명명되었다. 나미비아의 목표는 나미비아에 남아프리카 공화국의 인종차별주의적 조국 정치를 도입하는 것과 동시에 나미비아의 사람들을 발전시키고 지원하는 진보적이고 과학적인 방법을 제시하는 것이었다.

### 독립
1990년 2월 9일, 제헌 의회는 헌법을 초안하고 채택했다. 1990년 3월 21일 독립기념일에는 주요 국가인 하비에르 페레스 데 케야르와 남아프리카 공화국 대통령인 프레데리크 빌렘 데 클레르크를 포함한 수많은 국제 대표들이 참석했다.
샘 누조마는 넬슨 만델라와 20명의 국가 원수를 포함한 147개국의 대표들이 지켜보는 가운데 나미비아의 초대 대통령으로 취임했다.
1994년 3월 1일, 월비스베이와 12개의 섬이 남아프리카 공화국에 의해 나미비아로 이양되었다. 1992년 11월 780km2 (300평방마일)의 영토를 관리하기 위한 과도기적 공동행정청 (JAA)이 설립되면서 양국 정부는 3년간 협상을 벌였다. 이 영토 분쟁의 평화적 해결은 1978년 유엔 안보리 432호 (1978년)의 규정을 이행하여 국제사회에서 찬사를 받았다.

## 나미비아 독립국

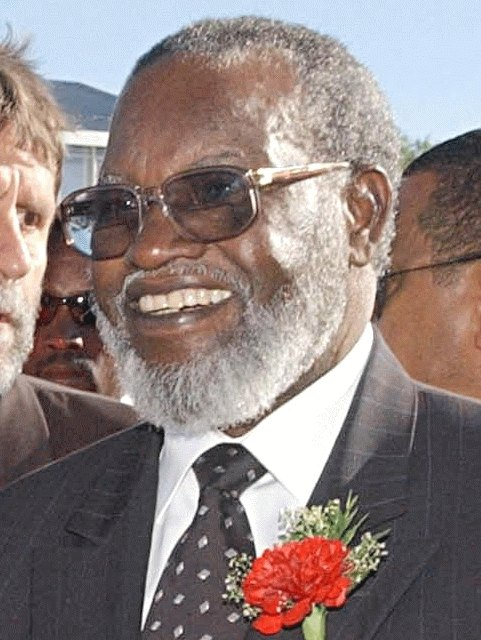
나미비아의 초대 대통령 샘 누조마

독립 이후 나미비아는 백인 소수 인종 차별 정책에서 민주 사회로의 전환을 성공적으로 완료했다. 다당제 민주주의가 도입되었고, 지역, 지역, 국가 선거가 정기적으로 실시되면서 유지되고 있다. 비록 SWAPO당이 독립 이후 모든 선거에서 승리했지만, 몇몇 등록된 정당들이 활동하고 있고 국회에 대표적이다. 2005년 샘 누조마 대통령의 15년 통치에서 그의 후임자인 히피케푸니에 포함바 대통령으로의 전환은 순조롭게 진행되었다.
나미비아 정부는 민족화해정책을 추진하고 해방전쟁 중 어느 한쪽에서 싸웠던 사람들에 대한 사면을 발표했다. 앙골라 내전은 앙골라 북부에 사는 나미비아인들에게 제한적인 영향을 미쳤다. 1998년 나미비아 방위군은 남아프리카 개발 공동체(SADC)의 일부로서 콩고 민주 공화국에 파견되었다. 1999년 8월, 카프리비 북동부 지역의 분리주의 시도는 성공적으로 좌절되었다.

## 같이 보기
- 아프리카의 역사